# Michael Cera
Michael Austin Cera (Brampton, 7 giugno 1988) è un attore canadese.
È noto per aver recitato nella serie comica di Arrested Development - Ti presento i miei e nei film Su×bad (2007), Juno (2007), Scott Pilgrim vs. the World (2010) e Barbie (2023).

## Biografia
Cera nasce a Brampton, nell'Ontario, il 7 giugno del 1988, secondogenito dei tre figli di Luigi Cera, un immigrato italiano originario della Sicilia, e di Linda Cockman, canadese di origini irlandesi, olandesi, scozzesi ed inglesi, ambedue impiegati presso la Xerox. Ha due sorelle, Jordan e Molly. Cera si è interessato alla recitazione dopo aver visto Ghostbusters durante un periodo in cui aveva la varicella, all'età di tre anni, imparando a memoria tutti i dialoghi. Si iscrisse alla Second City di Toronto dove prese lezioni di improvvisazione; successivamente ha studiato alla Heart Lake Secondary School.
Dopo aver lavorato in diversi spot pubblicitari e aver ottenuto piccole apparizioni in produzioni televisive, Cera fa il suo debutto cinematografico in Frequency - Il futuro è in ascolto del 2000. Nel 2001 partecipa come doppiatore nella serie animata Sorriso d'argento. Nel 2002 interpreta la parte del giovane Chuck Barris in Confessioni di una mente pericolosa, in seguito è tra i protagonisti della serie televisiva Arrested Development - Ti presento i miei, dove ricopre il ruolo di George-Michael Bluth, figlio del protagonista Micheal Bluth interpretato da Jason Bateman, fino al 2006.
Nel 2007 recita accanto a Jonah Hill nella commedia Suxbad - Tre menti sopra il pelo, scritta dall'amico Seth Rogen e Evan Goldberg. Il film è uscito negli Stati Uniti e in Canada il 17 agosto 2007. Nel novembre del 2007, è stato ospitato al Saturday Night Live, una versione live di scena SNL non mostrata in televisione a causa dello sciopero della Writers Guild of America. La sua interpretazione gli ha valso un Breakthrough Artist all'Austin Film Critics Association Awards 2007 e un Canadian Comedy Award nel 2008 per la miglior performance maschile.
Sempre nel 2007 è tra i protagonisti della commedia indipendente Juno, divenuta un successo internazionale. Nel film interpreta Paulie Bleeker, un adolescente che dopo la sua prima esperienza sessuale mette involontariamente incinta l'amica Juno (interpretata da Elliot Page, al tempo Ellen Page). Nel 2008 recita nel film Nick & Norah - Tutto accadde in una notte, dove interpreta Nick. Il film è stato girato a New York.
Nel 2009 Cera è co-protagonista, assieme a Charlyne Yi, della pellicola indipendente Paper Heart, inedito in Italia, presentato in anteprima all'edizione del Sundance Film Festival dello stesso anno, dove ha vinto un premio per la miglior sceneggiatura. Yi e Cera avevano già lavorato insieme in Nick & Norah - Tutto accadde in una notte. Nel 2009 Michael Cera ha inoltre recitato al fianco di Jack Black nella commedia Anno uno, che ha però ricevuto recensioni negative da parte della critica.
Nel gennaio 2010 Cera prende parte all'adattamento cinematografico del romanzo Youth in Revolt, nel ruolo del protagonista, Nick Twisp e, nello stesso anno, è il protagonista del lungometraggio di Edgar Wright Scott Pilgrim vs. the World, accanto a Mary Elizabeth Winstead e Kieran Culkin e basato sull'omonimo fumetto di Bryan Lee O'Malley. Cera, parallelamente alla propria carriera cinematografica, svolge l'attività di bassista in una band alternative rock, i Mister Heavenly. L'attore ha anche contribuito allo sviluppo della colonna sonora dei film Nick & Norah - Tutto accadde in una notte, Paper Heart e Scott Pilgrim vs. the World. Nel settembre del 2013 fa una breve apparizione nel video Here Comes the Night Time della band canadese Arcade Fire e girato dal regista Roman Coppola. Nello stesso video compaiono, tra gli altri, anche Ben Stiller e Bono Vox.
Nel 2017 prende parte come doppiatore nel film d'animazione LEGO Batman - Il film, spin-off di The LEGO Movie (2014) dove doppia la spalla Robin al fianco di Will Arnett nel ruolo di Batman, nel 2023 interpreta Allan nel film Barbie di Greta Gerwig e nello stesso anno torna a incarnare il personaggio di Scott Pilgrim come doppiatore all'interno dell'omonima serie animata di Netflix al fianco del vecchio cast del live action cinematografico.

## Filmografia

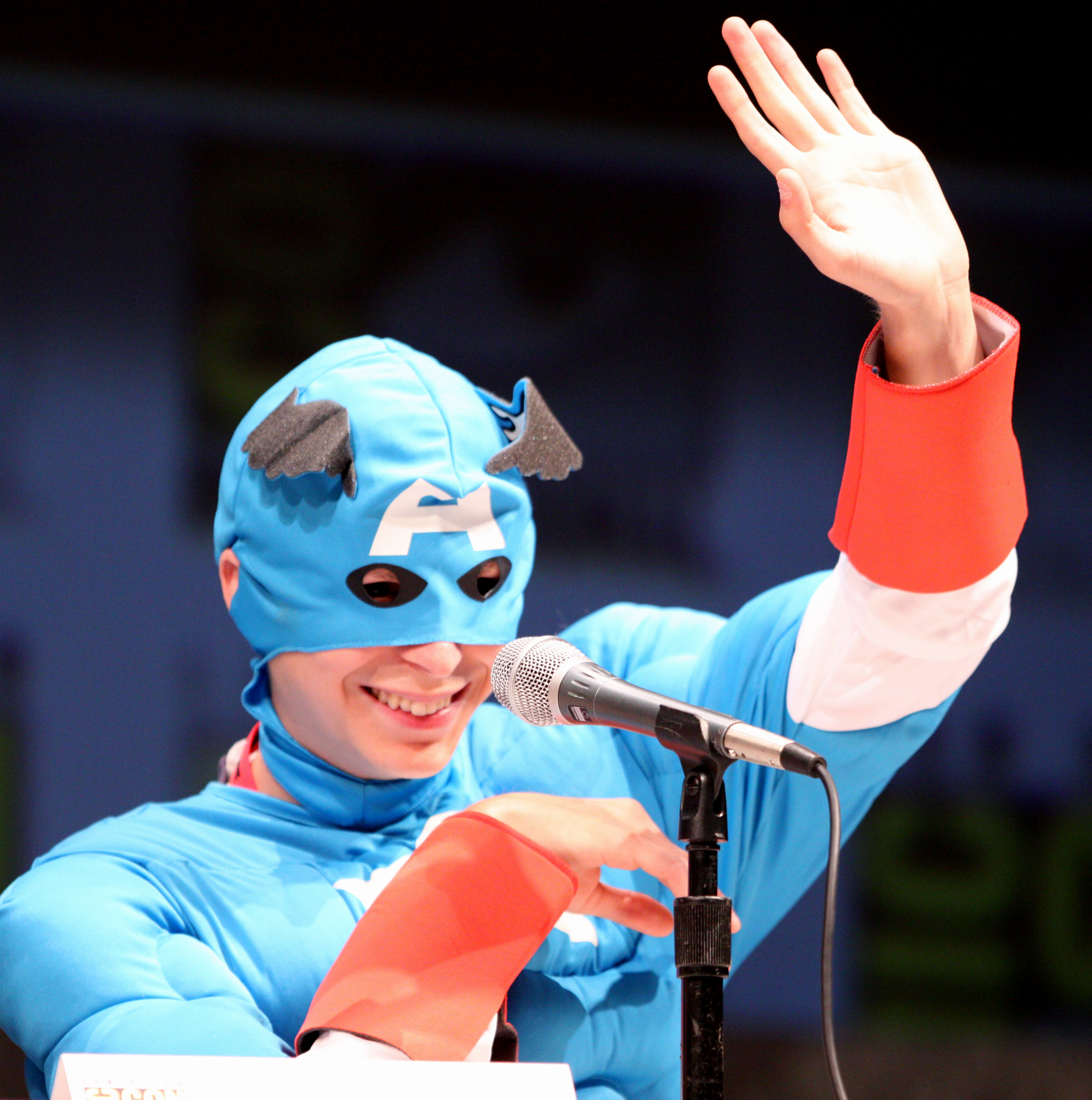
Michael Cera vestito da Capitan America al San Diego Comic-Con International 2010

### Attore

#### Cinema
- Steal This Movie, regia di Robert Greenwald (2000)
- Frequency - Il futuro è in ascolto (Frequency), regia di Gregory Hoblit (2000)
- Confessioni di una mente pericolosa (Confessions of a Dangerous Mind), regia di George Clooney (2002)
- Darling Darling, regia di Matthew Lessner (2005)
- Su×bad - Tre menti sopra il pelo (Superbad), regia di Greg Mottola (2007)
- Juno, regia di Jason Reitman (2007)
- Nick & Norah - Tutto accadde in una notte (Nick and Norah's Infinite Playlist), regia di Peter Sollett (2008)
- Extreme Movie, regia di Adam Jay Epstein e Andrew Jacobson (2008)
- Paper Heart, regia di Nicholas Jasenovec (2009)
- Anno uno (Year One), regia di Harold Ramis (2009)
- Youth in Revolt, regia di Miguel Arteta (2009)
- Scott Pilgrim vs. the World, regia di Edgar Wright (2010)
- The End of Love, regia di Mark Webber (2012)
- Crystal Fairy, regia di Sebastián Silva (2013)
- Magic Magic, regia di Sebastián Silva (2013)
- Facciamola finita (This Is the End), regia di Evan Goldberg e Seth Rogen (2013)
- Molly's Game, regia di Aaron Sorkin (2017)
- Tyrel, regia di Sebastián Silva (2018)
- Gloria Bell, regia di Sebastián Lelio (2018)
- The Adults, regia di Dustin Guy Defa (2023)
- Barbie, regia di Greta Gerwig (2023)
- Dream Scenario - Hai mai sognato quest'uomo? (Dream Scenario), regia di Kristoffer Borgli (2023)
- La trama fenicia (The Phoenician Scheme), regia di Wes Anderson (2025)
- The Running Man, regia di Edgar Wright (2025)

#### Televisione
- Il cielo di casa (My Louisiana Sky) - film TV (2001)
- Walter e Henry (Walter and Henry), regia di Daniel Petrie - film TV (2001)
- Una famiglia spezzata (The Familiar Stranger) - film TV (2001)
- Arrested Development - Ti presento i miei (Arrested Development) - serie TV, 76 episodi (2003-2018)
- Clark and Michael (2006)
- Childrens Hospital - serie TV, 41 episodi (2008-in corso)
- Burning Love - webserie, 6 episodi (2013-in corso)
- Wet Hot American Summer: First Day of Camp - miniserie TV (2015)
- A Very Murray Christmas - film TV (2015)
- Twin Peaks - serie TV (2017)
- Life & Beth - serie TV, 20 episodi (2022-2024)
- Black Mirror - serie TV, episodio 6x01 (2023)

### Doppiatore
- Sausage Party - Vita segreta di una salsiccia, regia di Greg Tiernan e Conrad Vernon (2016)
- LEGO Batman - Il film (The Lego Batman Movie), regia di Chris McKay (2017) - Robin
- Paws of Fury - La leggenda di Hank (Paws of Fury: The Legend of Hank), regia di Rob Minkoff, Mark Koetsier e Chris Bailey (2022)
- Scott Pilgrim - La serie (Scott Pilgrim Takes Off) - serie animata, 4 episodi (2023) - Scott Pilgrim

## Doppiatori italiani
Nelle versioni in italiano delle opere in cui ha recitato, Michael Cera è stato doppiato da:
- Davide Perino in Arrested Development - Ti presento i miei, Su×bad - Tre menti sopra il pelo, Juno, Anno uno, Black Mirror, Facciamola finita, Molly's Game, Twin Peaks, Gloria Bell, Life & Beth, Dream Scenario - Hai mai sognato quest'uomo?, La trama fenicia
- Flavio Aquilone in Frequency - Il futuro è in ascolto
- Marco Vivio in Nick & Norah - Tutto accadde in una notte
- Gabriele Patriarca in Scott Pilgrim vs. the World
- Fabrizio Manfredi in Wet Hot American Summer: First Day of Camp
- Niccolò Guidi in Barbie

Da doppiatore è sostituito da:
- Davide Perino in Paws of Fury - La leggenda di Hank, Sausage Party: Cibopolis
- Serena Menegon in Sorriso d'argento
- Luigi Ferraro in Sausage Party - Vita segreta di una salsiccia
- Alessandro Sperduti in LEGO Batman - Il film
- Gabriele Patriarca in Scott Pilgrim - La serie